# Ingeniør-kollegierne
Ingeniør-kollegierne er en populærbetegnelse for kollegier tilknyttet Danmarks Tekniske Universitet i og omkring Kongens Lyngby, der blev opført eller administrereret af Polyteknisk KollegieByggeselskab (PKB), det nuværende Polyteknisk KollegieSelskab (PKS).
Navnet hentyder til, at de fleste alumner er studerende på Danmarks Tekniske Universitet (DTU).
Alle kollegierne PKS administrer er:
- G. A. Hagemanns Kollegium
- Kampsax Kollegiet (ligger på DTUs campus)
- P. O. Pedersen Kollegiet
- Paul Bergsøe Kollegiet
- Professor Ostenfeld Kollegiet
- Trørød Kollegiet
- Villum Kann Rasmussen Kollegiet (ligger på DTUs campus)
- William Demant Kollegiet (ligger på DTUs campus)